# Johann Friedrich Eisenhart

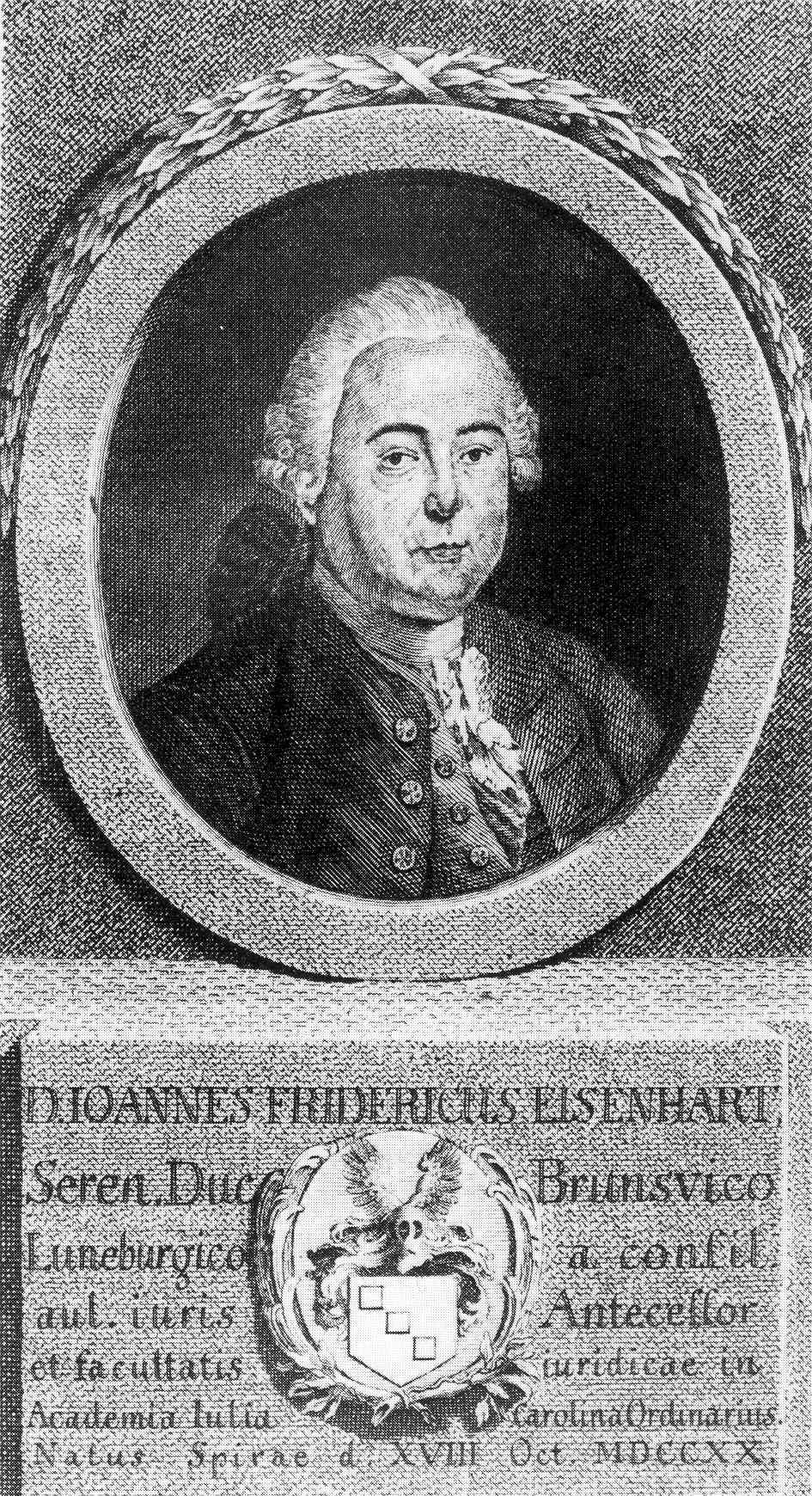
Johann Friedrich Eisenhart

Johann Friedrich Eisenhart (* 15. Oktober 1720 in Speyer; † 10. Oktober 1783 in Helmstedt) war ein deutscher Jurist, Hochschullehrer an der Universität Helmstedt und Verfasser von Rechtserzählungen in der Pitaval-Tradition.

## Leben und Wirken
Johann Friedrich Eisenhart war der Sohn des Archivars und Ersten Kanzleisekretärs in Speyer Johann Burckhard Eisenhart (1681–1739) und dessen Ehefrau Maria Johanne Graf († 1729 oder 1739). Er studierte ab 1739 an der Universität Helmstedt Philosophie, schöne Wissenschaften und Rechtswissenschaft und promovierte 1748 zum Doktor beider Rechte. Im Jahr 1751 erhielt er einen Ruf auf eine außerordentliche Rechtsprofessur an der Universität Helmstedt, ehe er 1754 ordentlicher Professor und 1762 Ordinarius der Juristenfakultät wurde. Seit 1758 war er Vorsteher der herzoglichen deutschen Gesellschaft; 1759 erfolgte seine Ernennung zum braunschweigisch-lüneburgischen Hofrat.
Eisenhart verfasste 48 Werke. Einen Namen machte er sich vor allem mit seinen Schriften zum Deutschen Recht. Hier ist zunächst die über 600-seitige Sammlung Grundsätze des deutschen Rechts in Sprichwörtern […] von Bedeutung. Sie ging auf ein Werk seines Lehrers Franz Karl Conradi zurück und umfasste 328 kommentierte Sprichwörter. Viele sind heute noch bekannt, z. B. Das Handwerk hat einen güldenen Boden, Bürgen soll man würgen oder Gelegenheit macht Diebe. Eisenhart vertrat die Auffassung, dass Rechtssprichwörtern nicht nur rechtshistorische Bedeutung zukomme. Sie sollten auch der Erläuterung des geltenden Gewohnheitsrechts dienen, z. B. bei der Klärung von Auslegungsfragen in einem Gerichtsprozess.
Eisenharts 10-bändige Erzählungen von besonderen Rechtshändeln beruhten auf Gerichtsgutachten der Helmstedter Spruchfakultät. Die gewandt formulierten Geschichten legten ihren Schwerpunkt weniger auf Rechtsfragen, als auf eine anschauliche Schilderung des Prozessstoffs. Sie standen in der Tradition der Causes célèbres et intéressantes von Pitaval, einem zur damaligen Zeit beliebten juristisch-literarischen Genre, und trugen Titel wie Die listige Ehebrecherin, Ein Schulmeister gibt sich für einen Notar aus und begehet unter diesem Charakter verschiedene Betrügereyen, Der Proceß wegen eines Honigkuchens oder Die entdeckten Hausdiebe. Oft hatten die Erzählungen moralische, teilweise aber auch humoristische Züge.

## Schriften
- Vom Beweise durch Sprichwörter. Helmstedt 1751.
- Grundsätze des deutschen Rechts in Sprichwörtern mit Anmerkungen erläutert. Helmstedt 1759.
- Erzählungen von besonderen Rechtshändeln. 10 Bände. Hemmerde, Halle (Saale)/Helmstedt 1767–1779.
- Vollständige Sammlung der teutschen gemeinen Lehens-Gesetze. Von Heinrich Christian Freiherr von Senckenberg. Von neuem mit einigen Zusatzvermerken hrsg. von Johann Friedrich Eisenhart. Hemmerde, Halle (Saale) 1772.